# Ihar Szuniewicz
Ihar Anatoljewicz Szuniewicz (biał. Ігар Анатольевіч Шуневіч, ros. Игорь Анатольевич Шуневич – Igor Anatoljewicz Szuniewicz, ur. 27 marca 1967 w obwodzie ługańskim, Ukraińska SRR) – białoruski milicjant i urzędnik państwowy, od 2012 do 2019 minister spraw wewnętrznych.

## Życiorys
Urodził się 1967 w obwodzie ługańskim na obszarze ówczesnej Ukraińskiej SRR. Został absolwentem Akademii Milicji Ministerstwa Spraw Wewnętrznych Republiki Białorusi z 1992. Pracował w systemie służb wewnętrznych na Białorusi. Od 2007 do 2012 służył w białoruskim KGB. 17 stycznia 2012 mianowany zastępcą ministra spraw wewnętrznych Białorusi. Jednocześnie sprawował stanowisko szefa milicji kryminalnej w stopniu pułkownika. 11 maja 2012 został mianowany na urząd ministra spraw wewnętrznych Białorusi. W maju 2014 został prezesem klubu hokeja na lodzie Dynama Mińsk. 7 maja 2015 mianowany na stopień generała porucznika milicji. 17 grudnia 2015 ponownie powołany przez prezydenta Białorusi na urząd szefa MSW. 10 czerwca 2019 został odwołany ze stanowiska ministra spraw wewnętrznych.

## Odznaczenia
- Order Ojczyzny III stopnia (2014)[10]